# Fredo

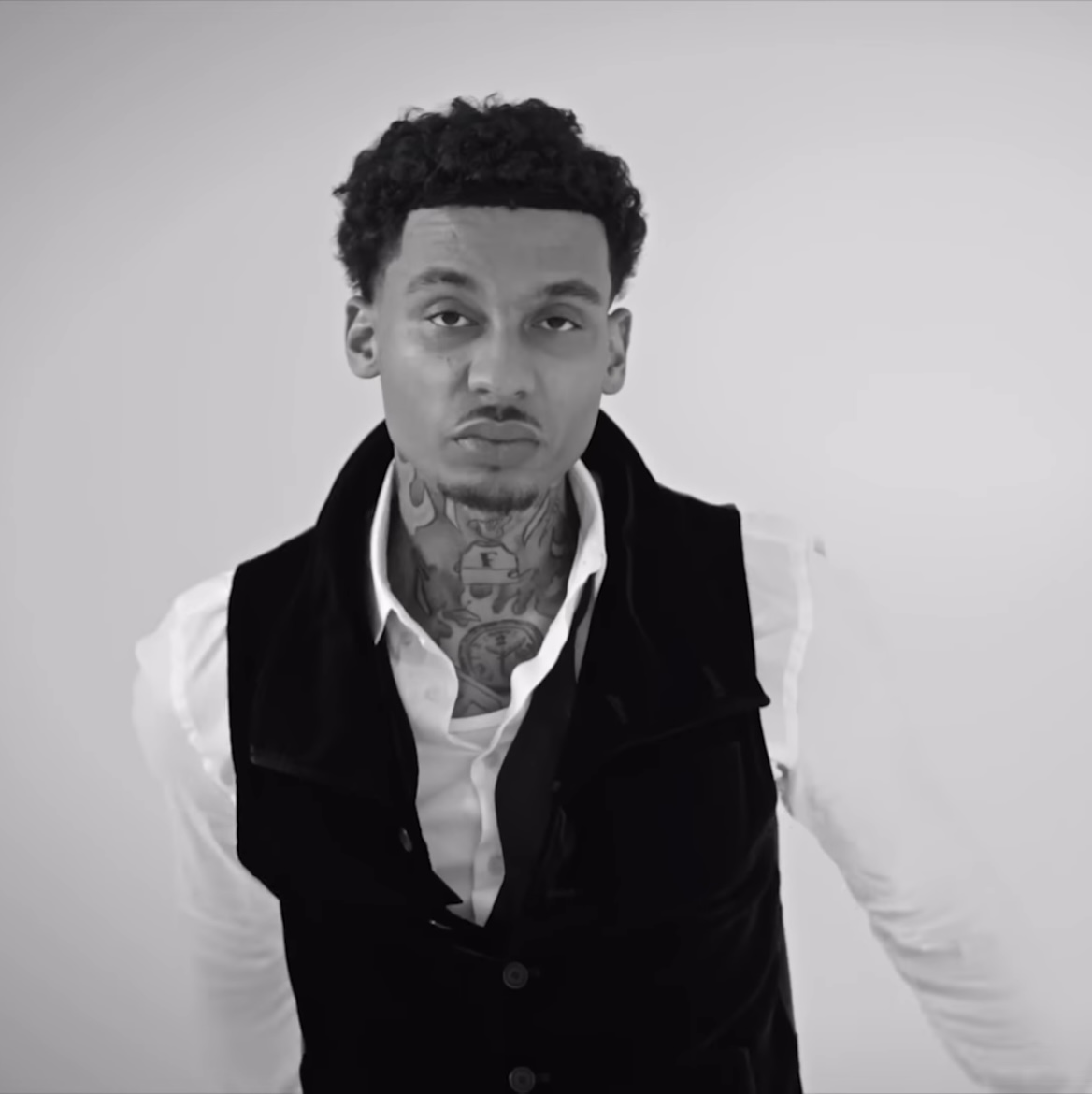
Fredo (2022)

Fredo (* 6. März 1994 in London; eigentlich Marvin William Bailey) ist ein britischer Rapper. 2018 etablierte er sich unter den erfolgreichsten Rappern des Landes. Sein größter Erfolg war in diesem Jahr seine Zusammenarbeit mit Dave bei dessen Nummer-eins-Hit Funky Friday.

## Biografie
Gleich mit seiner ersten Aufnahme They Ain’t 100 erregte Marvin Bailey alias Fredo große Aufmerksamkeit. Insbesondere fiel er dem kanadischen Rapper Drake auf, der ihn bei OVO Sound Radio unter Vertrag nahm. Nach mehreren weiteren Veröffentlichungen erschien Anfang 2017 sein erstes Mixtape Get Rich or Get Recalled, benannt in Anspielung auf Get Rich or Die Tryin’ von US-Rapper 50 Cent. Auf Anhieb gelang ihm damit eine Chartplatzierung, wenn auch nur im letzten Chartviertel. Das zweite Mixtape Tables Turn im Jahr darauf erreichte bereits Platz 5 der britischen Albumcharts und eine Silber-Auszeichnung.
Noch erfolgreicher war er mit Kollaborationen. Der Song Ay Caramba mit Stay Flee Get Lizzy erreichte im selben Jahr Platin und den ganz großen Durchbruch brachte Funky Friday mit dem Rapper Dave, das nicht nur 3-fach-Platin erreichte, sondern eine Woche auf Platz 1 der Singlecharts stand. In diesem Jahr erschien sogar eine Single mit dem deutschen Rapper Luciano, die sich in Deutschland platzieren konnte.
2019 brachte er dann sein erstes richtiges Album mit dem Titel Third Avenue heraus, das ebenfalls auf Platz 5 in England kam. Netflix & Chill war in diesem Jahr sein erster größerer eigener Singlehit.
Während Corona wurde es etwas ruhiger um ihn, aber 2021 folgte Album Nummer zwei Money Can’t Buy Happiness, das Platz 2 und damit seine beste Albumplatzierung erreichte. Money Talks, ein Track erneut mit Dave, kam auf Platz 3 bei den Singles.

## Diskografie

### Alben
| Jahr | Titel                     | Höchstplatzierung, Gesamtwochen, AuszeichnungChartsChartplatzierungen (Jahr, Titel, Platzierungen, Wochen, Auszeichnungen, Anmerkungen) | Anmerkungen                                 |
| Jahr | Titel                     | UK | Anmerkungen                                 |
| ---- | ------------------------- | --- | ------------------------------------------- |
| 2017 | Get Rich or Get Recalled  | UK77 (1 Wo.)UK | Erstveröffentlichung: 24. März 2017 Mixtape |
| 2018 | Tables Turn               | UK5 Silber · (7 Wo.)UK | Erstveröffentlichung: 8. Juni 2018 Mixtape  |
| 2019 | Third Avenue              | UK5 Silber · (6 Wo.)UK | Erstveröffentlichung: 1. Februar 2019       |
| 2021 | Money Can’t Buy Happiness | UK2 Gold · (9 Wo.)UK | Erstveröffentlichung: 29. Januar 2021       |
| 2021 | Independence Day          | UK9 (4 Wo.)UK | Erstveröffentlichung: 6. August 2021        |
| 2023 | Unfinished Business       | UK9 (2 Wo.)UK | Erstveröffentlichung: 11. August 2023       |

### Lieder
| Jahr | Titel Album                               | Höchstplatzierung, Gesamtwochen, AuszeichnungChartsChartplatzierungen (Jahr, Titel, Album, Platzierungen, Wochen, Auszeichnungen, Anmerkungen) | Anmerkungen                                                   |
| Jahr | Titel Album                               | UK | Anmerkungen                                                   |
| ---- | ----------------------------------------- | --- | ------------------------------------------------------------- |
| 2017 | Change Tables Turn                        | UK63 Silber · (2 Wo.)UK | Erstveröffentlichung: 2. November 2017                        |
| 2018 | Rappin’ & Trappin’ Tables Turn            | UK70 (3 Wo.)UK |                                                               |
| 2018 | Haters Tables Turn                        | UK90 (1 Wo.)UK | featuring Not3s                                               |
| 2018 | Playin’ for Keeps Tables Turn             | UK77 (1 Wo.)UK | featuring Asco                                                |
| 2018 | BMT Third Avenue                          | UK25 Silber · (4 Wo.)UK | Erstveröffentlichung: 8. November 2018                        |
| 2019 | Survival of the Fittest Third Avenue      | UK58 (3 Wo.)UK | Erstveröffentlichung: 15. Januar 2019                         |
| 2019 | Mmhm Third Avenue                         | UK60 (1 Wo.)UK |                                                               |
| 2019 | All I Ever Wanted Third Avenue            | UK15 (4 Wo.)UK | Erstveröffentlichung: 31. Januar 2019 featuring Dave          |
| 2019 | Freddy Top Boy O.S.T.                     | UK53 (4 Wo.)UK | Erstveröffentlichung: 13. September 2019                      |
| 2019 | Netflix & Chill –                         | UK13 Gold · (13 Wo.)UK | Erstveröffentlichung: 8. November 2019                        |
| 2020 | Scorpion –                                | UK37 (3 Wo.)UK | Erstveröffentlichung: 19. März 2020                           |
| 2020 | Hickory Dickory Dock –                    | UK72 (1 Wo.)UK | Erstveröffentlichung: 22. Mai 2020                            |
| 2021 | Back to Basics Money Can’t Buy Happiness  | UK20 (1 Wo.)UK | Erstveröffentlichung: 21. Januar 2021                         |
| 2021 | Burner on Deck Money Can’t Buy Happiness  | UK18 (5 Wo.)UK | featuring Pop Smoke & Young Adz                               |
| 2021 | Ready Money Can’t Buy Happiness           | UK21 Silber · (14 Wo.)UK | featuring Summer Walker                                       |
| 2021 | Money Talks Money Can’t Buy Happiness     | UK3 Gold · (9 Wo.)UK | Erstveröffentlichung: 28. Januar 2021 featuring Dave          |
| 2021 | Freestyle Independence Day                | UK64 (1 Wo.)UK | Erstveröffentlichung: 10. Mai 2021                            |
| 2021 | Talk of the Town Independence Day         | UK34 (3 Wo.)UK | Erstveröffentlichung: 24. Juni 2021                           |
| 2021 | Wandsworth to Bullingdon Independence Day | UK36 (2 Wo.)UK | Erstveröffentlichung: 8. Juli 2021 featuring Headie One       |
| 2021 | Flowers and the Snow Independence Day     | UK40 (2 Wo.)UK |                                                               |
| 2022 | I’m Back –                                | UK33 (2 Wo.)UK | Erstveröffentlichung: 3. November 2022                        |
| 2023 | Dave Flow Unfinished Business             | UK30 (3 Wo.)UK | Erstveröffentlichung: 12. Januar 2023                         |
| 2023 | Everybody Knows Unfinished Business       | UK76 (1 Wo.)UK | Erstveröffentlichung: 8. Juni 2023                            |
| 2023 | Scoreboard Unfinished Business            | UK69 (1 Wo.)UK | Erstveröffentlichung: 13. Juli 2023 featuring Tiggs da Author |
| 2023 | Quarter Past 3 Unfinished Business        | UK61 (1 Wo.)UK | Erstveröffentlichung: 10. August 2023 mit Eric IV             |
| 2023 | My Story Unfinished Business              | UK82 (1 Wo.)UK | Erstveröffentlichung: 6. August 2023                          |

Weitere Singles
- They Ain’t 100 (2016, UK: Gold)
- Trapspot (2017)
- Pattern Gang (2017)
- Daily Duppy (featuring Grm Daily, 2020, UK: Silber)

Gastbeiträge

| Jahr | Titel Interpreten                                                | Höchstplatzierung, Gesamtwochen, AuszeichnungChartplatzierungen (Jahr, Titel, Interpreten, Platzierungen, Wochen, Auszeichnungen, Anmerkungen) | Höchstplatzierung, Gesamtwochen, AuszeichnungChartplatzierungen (Jahr, Titel, Interpreten, Platzierungen, Wochen, Auszeichnungen, Anmerkungen) | Anmerkungen                              |
| Jahr | Titel Interpreten                                                | UK | DE | Anmerkungen                              |
| ---- | ---------------------------------------------------------------- | --- | --- | ---------------------------------------- |
| 2018 | Ay Caramba Stay Flee Get Lizzy featuring Fredo, Young T & Bugsey | UK32 Platin · (16 Wo.)UK | — | Erstveröffentlichung: 26. Juli 2018      |
| 2018 | Funky Friday Dave featuring Fredo                                | UK1 ×3Dreifachplatin · (21 Wo.)UK | — | Erstveröffentlichung: 4. Oktober 2018    |
| 2018 | Money Luciano featuring Fredo                                    | — | DE51 (1 Wo.)DE |                                          |
| 2018 | Problem Yxng Bane featuring Fredo                                | UK75 (3 Wo.)UK | — | Erstveröffentlichung: 14. Dezember 2018  |
| 2019 | I’m the One MoStack & Fredo                                      | UK39 (2 Wo.)UK | — |                                          |
| 2019 | So High Mist featuring Fredo                                     | UK7 Platin · (20 Wo.)UK | — | Erstveröffentlichung: 4. Juli 2019       |
| 2019 | 2 Cups Stay Flee Get Lizzy featuring Tory Lanez, Fredo & Popcaan | UK55 Silber · (6 Wo.)UK | — | Erstveröffentlichung: 25. September 2019 |
| 2020 | Bully Beef Young T & Bugsey featuring Fredo                      | UK48 (5 Wo.)UK | — | Erstveröffentlichung: 20. Februar 2020   |
| 2020 | House Party Mist featuring Fredo                                 | UK42 (6 Wo.)UK | — | Erstveröffentlichung: 29. April 2020     |
| 2021 | Meant to Be Stay Flee Get Lizzy featuring Fredo & Central Cee    | UK17 (5 Wo.)UK | — | Erstveröffentlichung: 27. Mai 2021       |
| 2023 | Toxic Trait Stormzy featuring Fredo                              | UK11 (9 Wo.)UK | — | Erstveröffentlichung: 22. Juni 2023      |
| 2024 | Uh Uh Clavish & Fredo                                            | UK70 (1 Wo.)UK | — | Erstveröffentlichung: 7. März 2024       |